# Christina Pedersen
Christina Westrum Pedersen (9 aprile 1981) è un arbitro di calcio norvegese.
Pedersen inizia ad arbitrare nel 1997 e dal 2005 arbitra le partite della Toppserien. Risiede a Åndalsnes, e rappresenta l'Åndalsnes IF.